# Peri-Kan Sofijeva
Peri-Kan Sofijeva (azerbajdžansko Pərixan Sofiyeva, gruzinsko ფერიხან სოფიევა), prva muslimanka, izvoljena na položaj, * 1884, Garajal, Gruzija, Ruski imperij,  † 1953, Karajala, Gruzinska SSR, Sovjetska zveza.

## Biografija
Sofijeva se je rodila leta 1884 v gruzijskem mestu Garajal, ki je bil takrat del gruzijske regije Gubernije Tiflis v Ruskem imperiju. Bila je edino dekle v osemčlanski družini. V času Ruskega imperija je bila Sofija vodja svojih bratov in je tako pridobila prepoznavnost. S posojilom, najetim pri banki, je v vasi odprla sirotišnico.

## Politična kariera

### Neodvisna Gruzija
Po Februarski revoluciji 1917 se je tranzicija iz južnega Kavkaza začela z reformo lokalnih oblasti. 26. maja 1918 je Gruzija razglasila svojo neodvisnost. Na lokalnih volitvah pozneje istega leta je bila Sofijeva izvoljena za mestno svetnico v Garajalu. Čeprav je bila Sofijeva aktivna osebnost, je o njenem življenju zelo malo znanega.

### Invazija Sovjetske zveze
Po besedah Rašgan Sofijeve, žene nečaka Peri-Kan Sofijeve, je Sofijeva sovražila boljševike in sovjetsko vlado. Zaradi velike čistke je hodila naokoli s svojo staro pištolo Mauser C96, saj so ji osem bratov usmrtili in pokopali v enem od skupnih grobov, ker so izhajali iz bogate družine in so veljali za izdajalce.

### Smrt
Sofijeva je umrla leta 1953 kot žrtev srčnega infarkta, potem ko je izvedela za pripor enega od njenih nečakov.